# Michalské rašelinisko
Michalské rašelinisko je chráněný areál v katastrálním území města Banská Štiavnica v okrese Banská Štiavnica v Banskobystrickém kraji na Slovensku. Území bylo vyhlášeno v roce 1997 a jeho rozloha je 0,08 hektaru. Předmětem ochrany je jediná lokalita výskytu rosnatky okrouhlolisté (Drosera rotundifolia) ve Štiavnických vrších.